# Ross Carson Skeate
Pas d'image ? Cliquez ici

a Compétitions nationales et continentales officielles uniquement.

b Matchs officiels uniquement.
Dernière mise à jour le 15 juillet 2015.
Ross Skeate est un joueur de rugby à XV sud-africain, né le 2 août 1982 à Johannesbourg (Afrique du Sud), qui évolue au poste de deuxième ligne (2,01 m pour 114 kg).

## Biographie
En juin 2007, il remporte la Coupe des nations avec les Emerging Springboks, réserve de l'équipe nationale sud-africaine.
Il signe au FC Grenoble pour la saison 2014-2015 puis au Provence rugby la saison suivante.

## Carrière

### En club
- 2008-2010 : RC Toulon
- 2012-2014 : SU Agen
- 2014-2015 : FC Grenoble
- 2015-2017 : Provence rugby

### En province
- 2003-2008 : Western Province (Currie Cup)
- 2010-2012 : Natal Sharks (Currie Cup)

### En franchise
- 2005-2008 : Stormers (Super Rugby)
- 2010-2012 : Sharks (Super Rugby)

## Palmarès
- Équipe d'Afrique du Sud – 21 ans
- Équipe d'Afrique du Sud – 19 ans (dispute la Coupe du monde 2001 au Chili)
- Équipe d'Afrique du Sud scolaire